# Нижній Ольшан
Нижній Ольшан (рос. Нижний Ольшан) — село у Острогозькому районі Воронезької області Російської Федерації.
Населення становить 884  особи. Входить до складу муніципального утворення Ольшанське сільське поселення.

## Історія
Населений пункт розташований у межах суцільної української етнічної території, частини Східної Слобожанщини. До Перших визвольних змагань належав до Воронезької губернії.
Згідно із законом від 15 жовтня 2004 року входить до складу муніципального утворення Ольшанське сільське поселення.

## Населення
| 2000 | 2005  | 2008 | 2010 |
| ---- | ----- | ---- | ---- |
| 998  | ↗1023 | ↘943 | ↘884 |